# Conversaciones fantásticas
Conversaciones fantásticas es un programa de televisión español emitido en Atreseries desde el 28 de abril de 2016. El espacio esta presentado por Kitt. Su horario de emisión es los jueves en horario central. El programa consiste en que algunos famosos se sientan en el coche de la serie de los 80 El coche fantástico protagonizada por David Hasselhoff, dichos famosos se sientan y hablan de sus próximos proyectos y de los proyectos que tienen actualmente. 
Entre los famosos invitados se encuentran las actrices y humoristas Silvia Abril, Sara Escudero y Toni Acosta; la cantante eurovisiva Barei, los actores Carlos Santos y Carlos Areces, entre otros.

## Programas y audiencias
| Temporada | Temporada | Episodios | Estreno             | Final | Audiencia media | Audiencia media | Audiencia media |
| Temporada | Temporada | Episodios | Estreno             | Final | Espectadores    | Cuota           |                 |
| --------- | --------- | --------- | ------------------- | ----- | --------------- | --------------- | --------------- |
|           | 1         | —         | 28 de abril de 2016 | 2016  | —               | —               |                 |
| Total     | Total     | —         | 2016                | —     | —               | —               |                 |

### Primera temporada (2016)
| Lista de episodios emitidos | Lista de episodios emitidos | Lista de episodios emitidos                       | Lista de episodios emitidos | Lista de episodios emitidos | Lista de episodios emitidos |
| #Total                      | #Temp.                      | Invitados                                         | Fecha de emisión            | Audiencia                   |                             |
| --------------------------- | --------------------------- | ------------------------------------------------- | --------------------------- | --------------------------- | --------------------------- |
| 1                           | 1                           | Silvia Abril, Carlos Areces y Sara Escudero       | 28/04/2016                  | 57 000 (0,3%)               |                             |
| 2                           | 2                           | Quique Peinado, Barei, Toni Acosta y Frank Blanco | 05/04/2016                  |                             |                             |
| 3                           | 3                           |                                                   | 12/05/2016                  |                             |                             |